# Nesvík
Nesvík (IPA: [ˈneːsvʊik], danska: Nesvig) är en by på Färöarna, belägen på östkusten av huvudön Streymoy, i närheten av sundet Sundini mellan Streymoy och Eysturoy. Nesvík tillhör Sunda kommun, och grundades som en niðursetubygd, men klassas idag inte längre som samhälle då den dominerande bebyggelsen är ett konferens- och utbildningscenter för Kirkjuliga Heimamissiónin í Føroyum, öppnat 1993.
Vid folkräkningen 2015 hade Nesvík endast en bofast invånare.

## Befolkningsutveckling
| Befolkningsutvecklingen i Nesvík 1985–2015 | Befolkningsutvecklingen i Nesvík 1985–2015 | Befolkningsutvecklingen i Nesvík 1985–2015 | Befolkningsutvecklingen i Nesvík 1985–2015 | Befolkningsutvecklingen i Nesvík 1985–2015 |
| ------------------------------------------ | ------------------------------------------ | ------------------------------------------ | ------------------------------------------ | ------------------------------------------ |
|                                            |                                            |                                            |                                            |                                            |
| År                                         |                                            |                                            | Folkmängd                                  |                                            |
| 1985                                       | 1985                                       |                                            | 3                                          |                                            |
| 1990                                       | 1990                                       |                                            | 3                                          |                                            |
| 1995                                       | 1995                                       |                                            | 3                                          |                                            |
| 2000                                       | 2000                                       |                                            | 1                                          |                                            |
| 2005                                       | 2005                                       |                                            | 1                                          |                                            |
| 2010                                       | 2010                                       |                                            | 2                                          |                                            |
| 2015                                       | 2015                                       |                                            | 1                                          |                                            |
|                                            |                                            |                                            |                                            |                                            |